# Гоффстаун (переписна місцевість, Нью-Гемпшир)
Гоффстаун (англ. Goffstown) — переписна місцевість (CDP) в США, в окрузі Гіллсборо штату Нью-Гемпшир. Населення — 3366 осіб (2020).

## Географія
Гоффстаун розташований за координатами 43°1′22″ пн. ш. 71°35′54″ зх. д. / 43.02278° пн. ш. 71.59833° зх. д. (43.022734, -71.598216).  За даними Бюро перепису населення США в 2010 році переписна місцевість мала площу 8,81 км², з яких 8,20 км² — суходіл та 0,61 км² — водойми.

## Демографія
Згідно з переписом 2010 року, у переписній місцевості мешкало 3196 осіб у 1269 домогосподарствах у складі 851 родини. Густота населення становила 363 особи/км².  Було 1339 помешкань (152/км²).
Расовий склад населення:
| - 97,5 % — білих - 0,6 % — азіатів - 0,3 % — чорних або афроамериканців - 0,2 % — корінних американців |

До двох чи більше рас належало 1,3 %. Частка іспаномовних становила 1,6 % від усіх жителів.
За віковим діапазоном населення розподілялося таким чином: 23,1 % — особи молодші 18 років, 63,6 % — особи у віці 18—64 років, 13,3 % — особи у віці 65 років та старші. Медіана віку мешканця становила 41,2 року. На 100 осіб жіночої статі у переписній місцевості припадало 97,6 чоловіків;  на 100 жінок у віці від 18 років та старших — 94,2 чоловіків також старших 18 років.
Середній дохід на одне домашнє господарство  становив 78 445 доларів США (медіана — 61 690), а середній дохід на одну сім'ю — 93 885 доларів (медіана — 73 375). Медіана доходів становила 64 489 доларів для чоловіків та 40 735 доларів для жінок. За межею бідності перебувало 1,8 % осіб, у тому числі 2,7 % дітей у віці до 18 років та 3,4 % осіб у віці 65 років та старших.
Цивільне працевлаштоване населення становило 1609 осіб. Основні галузі зайнятості: освіта, охорона здоров'я та соціальна допомога — 27,5 %, роздрібна торгівля — 11,1 %, науковці, спеціалісти, менеджери — 8,9 %, транспорт — 8,3 %.